# Grenoble
Grenoble er hovedbyen i departementet Isère i regionen Auvergne-Rhône-Alpes i Frankrig og har 156.793 indbyggere (2007). Gennem Grenoble strømmer floden Isére. Tillige flyder floden Drac ind i Isére ved Grenoble.
Byen er beliggende ved foden af Alperne og var hjemsted for Vinter-OL 1968. Derudover har Tour de France ofte passeret gennem byen.
Grenoble er et stort europæisk center for mikro- og nanoteknologi. Grenoble Lufthavn udgør en vigtig lufthavn for skiturister til de berømte skisportssteder i Tarentaise-dalen.

## Højere læreanstalter
- Grenoble École de Management
- Université Grenoble-Alpes

## Eksterne links
- Wikimedia Commons har flere filer relateret til Grenoble
- Remembering Grenoble Photography Exposition